# Steve McMahon
Stephen Joseph "Steve" McMahon (født 20. august 1961 i Liverpool, England) er en tidligere engelsk fodboldspiller, og senere træner, der spillede som midtbanespiller. Han var på klubplan tilknyttet begge hans hjembys to store klubber, Everton og Liverpool i hjemlandet, samt Aston Villa, Manchester City og Swindon. Med Liverpool var han blandt andet med til at vinde tre engelske mesterskaber og to FA Cup-titler.
McMahon blev desuden noteret for 17 kampe for Englands landshold. Han repræsenterede sit land ved EM i 1988 og VM i 1990.
I sine fire år hos Swindon var McMahon samtidig spillende manager. Efterfølgende var han manager for Blackpool og australske Perth Glory.

## Titler
First Division
- 1986, 1988 og 1990 med Liverpool F.C.

FA Cup
- 1986 og 1989 med Liverpool F.C.

Charity Shield
- 1987, 1989, 1990 og 1991 med Liverpool F.C.